# Умбузейру
Умбузейру (порт. Umbuzeiro) — муниципалитет в Бразилии, входит в штат Параиба. Составная часть мезорегиона Сельскохозяйственный район штата Параиба. Входит в экономико-статистический микрорегион Умбузейру. Население составляет 8393 человека на 2006 год. Занимает площадь 180,872 км². Плотность населения — 46,4 чел./км².

## История
Город основан в 1890 году.

## Статистика
- Валовой внутренний продукт на 2003 год составляет 16 891 120,00 реалов (данные: Бразильский институт географии и статистики).
- Валовой внутренний продукт на душу населения на 2003 год составляет 1928,43 реалов (данные: Бразильский институт географии и статистики).
- Индекс развития человеческого потенциала на 2000 год составляет 0,539 (данные: Программа развития ООН).